# キャロライン・コアー
キャロライン・ジョージナ・コアー（Caroline Geogina Corr, MBE, 1973年3月17日 - ）は、アイルランドのミュージシャン。兄妹バンドザ・コアーズの次女でドラムやバウローンなどのパーカッション類とピアノを担当。2005年に大英帝国勲章メンバーを受勲。
幼少期よりピアノを弾いていたが、ドラマーだったボーイフレンドの影響でドラムスをプレイし始める。他にもバウローンなどを叩くが、全て独学であるという。
2002年7月に結婚。2003年2月に長男を出産。2004年10月に長女を出産。2006年12月に次女を出産。
兄妹の中では一番の酒豪。